# Podlinnik
Een podlinnik (letterlijke betekenis authentiek of origineel, uit het Russisch, meervoud podlinniks of podlinniki) is een handboek met regels voor het schilderen van iconen. De voorschriften hebben betrekking op zowel de iconografie, de door de oosters-orthodoxe kerken geaccepteerde uitvoeringen, als op technische details en zelfs op de kwaliteit van de gebruikte materialen. De beschrijvingen worden soms vergezeld door voorbeelden in de vorm van losse kaarten of boeken, met een aanduiding van de te gebruiken kleuren. De regels in de podlinnik hebben ook betrekking op het strikt naleven van het ruimtelijke ophangen van schilderijen in de kerk, de plaatsing van opeenvolgende scènes die de fundamentele waarheden van het geloof laten zien. 
De oudste bekende boeken met voorbeelden uit de 16e eeuw. Er waren podlinniks met getekende voorbeelden, maar er waren ook boeken die alleen beschrijvingen bevatten. De Stroganov Podlinnik, geschreven door graaf Sergei Grigor'evich Stroganov in 1869 is een geïllustreerde versie, een andere bekende, de Filimonov Podlinnik, ook in de 19e eeuw samengesteld, bevat alleen tekst.
Langs de afbeeldingen in de voorbeeldenboeken werden gaatjes geprikt, zodat een kopiist er houtskool of kalk op kon strooien, die dan op het te beschilderen oppervlak terecht kon komen om de icoon nauwkeurig over te nemen.
Boeken met podlinniks kunnen ook leefregels bevatten. Zowel in het icoon als in het leven van de schilder ervan mag er niets aan het toeval overgelaten worden. Daarom hebben de iconenschilders hoge morele waarden opgelegd gekregen. Deze hoge mate van regulering heeft geleid tot creatieve stagnatie en eentonigheid. Toch had de kunstenaar wel enkele mogelijkheden. Hij was vrij in de keuze van middelen, en van de stemmingen en emoties die hij liet zien. Daardoor is het toch mogelijk om bij traditionele iconen veel verschillende stijlen en kunstacademies te onderscheiden. 